# Gary Allan
Gary Karl Allan (ur. 21 czerwca 1967 w Manchesterze) – nowozelandzki żużlowiec.

## Życiorys
Złoty medalista młodzieżowych indywidualnych mistrzostw Australii (Shepparton 1987). Trzykrotny medalista indywidualnych mistrzostw Nowej Zelandii: złoty (Napier 1992), srebrny (Auckland 1989) oraz brązowy (Christchurch 1988).
Trzykrotny reprezentant Nowej Zelandii w półfinałach mistrzostw świata par (Fjelsted 1989, Pocking 1991, Bydgoszcz 1993). Czterokrotny uczestnik eliminacji indywidualnych mistrzostw świata (1988, 1989, 1990, 1991).
Startował w lidze brytyjskiej, reprezentując barwy klubów z Poole (1988–1991), King’s Lynn (1992) oraz Swindon (1993).